# Князівська шапка
Князівська шапка - знак розрізнення, що відповідає монархічному титулу. По суті, це те саме, що князівська корона, але вони відрізняються.

## Опис
Шапка складається з горностайної манжети, яка закінчується (п'ятьма видимими) напівкруглими нагрудниками і до якої прикріплені чотири кронштейни (так звані промені). Вони зустрічаються посередині і несуть мініатюрну державу (зазвичай у синьому та / або золотому кольорах). Промені усіяні дорогоцінним камінням або переважно перлами. На малюнку видно лише три промені. Усередині корони є пурпуровий ковпак, який повністю заповнює проміжки між променями.

## Використання
В останній Німецькій імперії шапку князя в основному використовували неправлячі (з 1806 року) або частковоправлячі, тобто медіатизовані князівські роди або нерівні титульні князі (наприклад, Хенкель фон Доннерсмарки або Бісмарки), що одночасно могли вживати княжу корону або герцогську шапку вищого рангу.
Княжа шапка була широко поширена в Німеччині, Австрії, Бельгії та Росії. Її також застосовували у Франції. Вона все ще увінчує герб Князівства Ліхтенштейн, а також зображений на його прапорі. З іншого боку, на гербі Князівства Монако видно великокнязівську корону.

Герб Ліхтенштейну
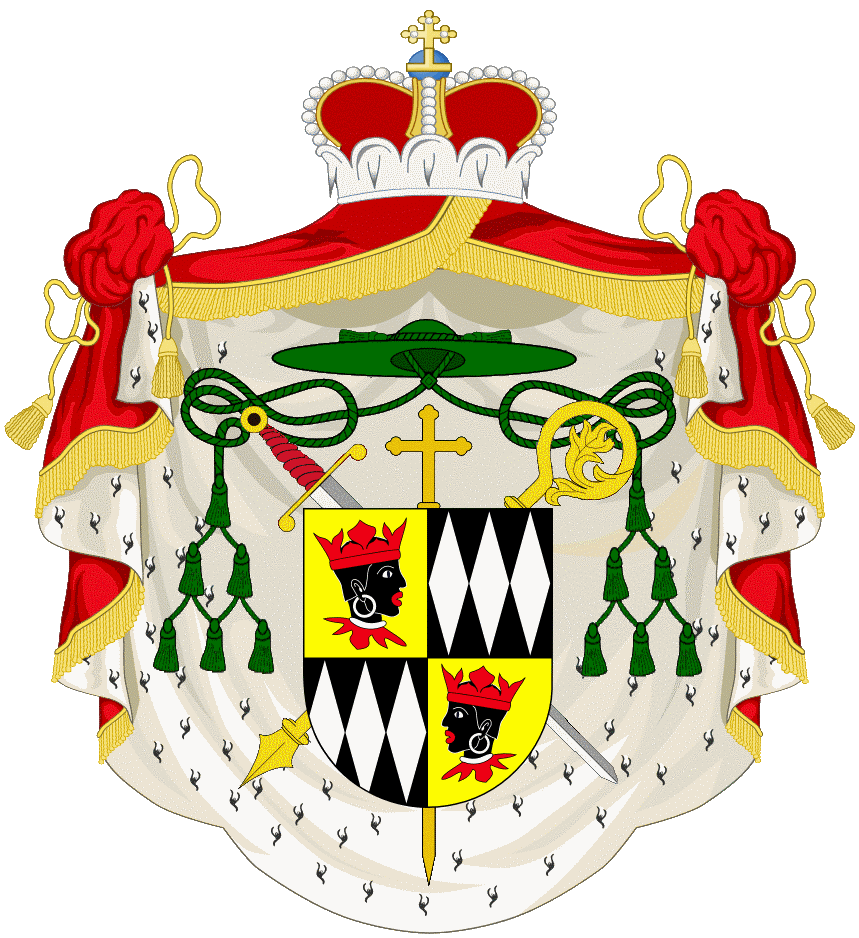
Герб Йоганна Франца Екхера фон Капфінга, принц-єпископ Фрейзінга
Герб Зальцбурга
Герб князів Четвертинських
Герб Малої Росії
Герб Молдавського князівства з князівською короною і шапкою

Примітка: на гербах Штирії та Верхньої Австрії зображена шапка ерцгерцога, яка зовні схожа на шапку князя.